# エドワード・バウンズ
エドワード・マクケンドリー・バウンズ（Edward McKendree Bounds、1835年8月15日 - 1913年8月24日）は、アメリカの南部メソジスト監督教会の牧師であり、11冊の本の著者である。その内の七つは祈りの主題に関したものである。

## 初期
バウンズはミズーリ州の田舎、シェルビー郡に、トーマス・バウンズとハッティ・バウンズの間に生まれた。彼の父、トーマス・バウンズはシェルビー郡を組織した人物で、郡の主都シェルビーヴィルの地元の有力者であった。1840年に第一メソジスト教会を建設する時に、権力を振るった。なぜなら、彼の父は郡の長で、バウンズの家は、官邸として用いられた。エドワードが14歳の時に、死去した。
1849年の父の死後すぐに、エドワードと彼の年長の兄チャールズと他の幾人かの親戚は、幌馬車にのって、金鉱に一攫千金を狙って、カリフォルニア州のメスキート渓谷を旅行した。四年の失敗の後、ミズーリに戻り、エドワードは、ミズーリ州のハンニバルで法律を勉強した。彼は、19歳の時に、州で最年少の法律実習生になった。彼は検事の見習いをしていたが、大覚醒の間、彼が20代初期にキリスト教宣教への召命を感じた。伝道者スミス・トーマスによって導かれたブラッシュ・アーバーリバイバル集会に続いて、彼は法律事務所を占めて、彼はミズーリのパルミラに引っ越して、センテナリー神学校に入学した。二年後、1859年に、24歳の時に、彼は彼の教団の任職を受けて、ミズーリ州のモンティセロの近くのメソジスト教会の牧師に命じられた。

## 南北戦争の従軍牧師
バウンズは彼は、奴隷制を支持していなかった。しかし、近年組織された南部メソジスト監督教会の会衆の牧師であったので、忠誠の誓いをして、500ドルを郵送した者の250名のリストの中に含まれている。
彼は、南軍の従軍牧師になった。フランクリンでの最初の戦闘の時に、バウンズは北軍の軍刀によって頭に深刻な傷を受けた。かれは、捕虜になった。1865年6月28日に合衆国に忠誠を誓って釈放された南軍の捕虜の1人になった。

## 牧師と作家
北軍の捕虜としての解放に、彼は戦場町フランクリンに戻るという強い思いになった。それは、彼の霊性を再建する助けになった。彼は、フランクリン・南部メソジスト監督教会の牧師になった。彼の最初の方法は、時々数時間にも及ぶ毎週の祈祷会を立ち上げることであった。

## 結婚と子供達
バウンズの最初の結婚はジョージア州のワシントン出身の、エマ（エミー）・エリザベス・バーネットとの1876年9月19日のである。二人の娘ケレステとコニールと、息子のエドワードをもうけた。エミーは1886年2月18日に死去した。20か月後に、エドワードはエミーのいとこのハリエット・エリザベス・バーネットと1887年に結婚した。三人の息子（サミュエル、チャールズ、オズボーン）と三人の娘（エリザベス、メアリー、エミー）を産んだ。彼の、最初の妻の息子のエドワードは、六歳で死去した。

## 著書
- 『説教者と祈祷』 葛原定市訳 　カウフマン出版
- 『祈祷の目的』 山崎亭治、訳東洋宣教会、1925年
- 『祈祷の万能力』東洋宣教会ホーリネス教会出版部
- 『祈祷の勇者』日本聖教会出版部
- 『祈りによる力』いのちのことば社
- 『天国』いのちのことば社
- 『無限の力、祈り』いのちのことば社